# Bergkarlås
Bergkarlås is een plaats in de gemeente Mora in het landschap Dalarna en de provincie Dalarnas län in Zweden. De plaats heeft 170 inwoners (2005) en een oppervlakte van 65 hectare. De plaats ligt in een open stuk, dat wordt omsloten door bos. De plaats Mora ligt iets ten zuidwesten van Bergkarlås.